# Club Atlético Deportivo Paraguayo
El Club Atlético Deportivo Paraguayo es un club de fútbol argentino, fundado el 15 de agosto de 1961. Su sede social se ubica en Buenos Aires, mientras su estadio está ubicado en González Catán, La Matanza. Actualmente milita en la Primera C, cuarta división para los equipos directamente afiliados a la AFA.
Su estadio, ubicado en Villa Scasso, ya se encuentra disponible y en uso para el campeonato, habiendo hecho de local en el estadio Juan Antonio Arias, perteneciente al Club Social y Deportivo Liniers, ubicado en la localidad de San Justo, partido de La Matanza, en el Gran Buenos Aires.

## Historia
Fundado en 1961, luego de la llegada masiva de inmigrantes paraguayos a la Argentina, el Club Atlético Deportivo Paraguayo se convirtió en el centro deportivo de la colectividad. Si bien su actividad principal siempre fue el fútbol, también desarrolló actividades culturales, tales como charlas sobre la historia de Paraguay, y presentaciones de libros, entre otras cosas.

### Llegada a la AFA
En 1964, el club se unió a la Asociación del Fútbol Argentino y comenzó a competir en la División Superior de Fútbol Aficionado, certamen antecesor directo de la Primera D. El 2 de mayo, hizo su debut en el fútbol argentino, recibiendo a Defensores de Almagro en el campo de juego de Sportivo Palermo, cayendo por 6 a 2. El 18 de julio logró su primer triunfo ante el mismo rival de visitante por 4 a 2. Finalizó aquel torneo en el octavo lugar en la Zona Sur. Luego de algunas temporadas sin mostrar mejoras, el club se desafilió para la temporada 1969, retornando en 1970.

### El ascenso a Primera C

#### Intentos fallidos
Tras su retorno en 1970, el equipo no había logrado destacar en la Primera D hasta finales de la década de 1980, cuando la división ya constituía la quinta categoría.
En la temporada 1988-89 logró un valioso tercer lugar, clasificando por primera vez al Torneo Reducido, donde cayó en los penales ante Villa San Carlos.
En la temporada 1989-90 realizó una buena campaña, disputando hasta las últimas fechas por el título con Liniers, que finalmente se consagró campeón en la penúltima fecha. Como subcampeón, volvió a clasificar al Reducido, donde llegó a la final tras superar a Acassuso y Villa San Carlos, pero no pudo con Argentino de Merlo, quedándose sin el ascenso.
En la temporada 1990-91 volvió a clasificarse al Reducido, luego de quedar a un punto de la final por el título, y quedó eliminado rápidamente ante Fénix.

#### El ascenso
La temporada 1991-92 sería a momento la mejor de la institución, que había iniciado el torneo con un moderador empate con Riestra. Durante el torneo, logró destacados triunfos por 7 a 1 a Sacachispas y el 4 a 0 a Cañuelas. El 28 de marzo de 1992, disputó la última fecha del campeonato, a la que llegó puntero por una mínima ventaja sobre Juventud Unida, equipo al que debía enfrentar ese día y que necesitaba ganar para ir a un desempate; finalmente, con los goles de Gómez, Santillán, Álvarez y Agüero Mendoza, el equipo se consagró campeón al vencer por 4 a 2 y ascendió por primera vez a Primera C.

### Apogeo
El 4 de julio de 1992, hizo su debut en la Primera C, triunfando por 3 a 2 en su visita a Argentino de Merlo, con los goles de José Pellico, Mario Mendoza y Damián Villalba. En el Apertura, realizó una muy buena campaña, perdiendo únicamente ante Barracas Central y Berazategui, alcanzando el tercer lugar, lo que le valió la clasificación al Torneo Reducido. Allí logró llegar a la final, tras superar en los penales a Midland y Flandria. El 22 de mayo de 1993, venció a Argentino de Quilmes por 1 a 0, con gol de López Turitich, en la ida de la final. Sin embargo, el 6 de junio, terminó cayendo en Quilmes por 2 a 0 en la vuelta de la final, quedándose en las puertas de un histórico ascenso a la Primera B que no pudo darse.
En el Torneo Clausura 1995, volvió a alcanzar el tercer lugar en un torneo corto de la Primera C, lo que le valió nuevamente la clasificación al Torneo Reducido, donde quedó eliminado ante Tristán Suárez.

### El descenso y desafiliaciones
Luego del Clausura 1995, el rendimiento del equipo comenzó a decaer, comenzando a complicarse en los promedios. El campeonato 1999-00 no fue la excepción, donde solo consiguió cinco triunfos y perdió 23 de los 34 partidos. El 3 de junio del 2000, tras caer por 2 a 1 ante Liniers, fue condenado por primera vez en su historia a descender a la Primera D a falta de una fecha, finalizando último en el campeonato y penúltimo en la tabla de promedios.
Su retorno a la última categoría no fue bueno: inició el Apertura sin poder conseguir el triunfo en las primeras ocho fechas, logrando vencer sólo a Sportivo Barracas en la novena y a Puerto Nuevo en la fecha 13, finalizando último junto a Lugano; mientras que en el Clausura sólo pudo vencer a Muñiz, finalizando último también. El 28 de abril, tras caer ante Claypole, fue condenado por segunda vez a la desafiliación a falta de tres fechas, finalizando último en la tabla de promedios. En su retorno para la temporada 2002-03 no mostró grandes cambios, logrando sólo cuatro triunfos ante Claypole, Sportivo Barracas y Deportivo Riestra. El 18 de mayo de 2003, a pesar del triunfo ante Claypole, quedó nuevamente condenado a la desafiliación a falta de una fecha, finalizando penúltimo en la Zona Sur y último en los promedios.
Tras su regreso en 2004, el equipo empezó a mostrar mejoría, llegando a clasificarse en 2005 y 2009 al Torneo Reducido por el segundo ascenso.

### Debut en la Copa Argentina
El 31 de agosto de 2011, el club hizo su debut en la Copa Argentina, quedando rápidamente eliminado al caer por 2 a 0 ante Yupanqui.
El 7 de noviembre de 2013, logró avanzar por primera vez en la Copa Argentina, tras vencer en los penales a Victoriano Arenas. Sin embargo, luego quedaría eliminado al caer por 5 a 0 ante San Telmo, siendo al momento su mejor actuación y la última en la copa.

### Nueva desafiliación
A partir de 2009, el equipo volvió a decaer en su rendimiento, dejándolo con complicaciones en el promedio a partir de 2011, logrando mantenerse en la división en 2012 y 2013. En la temporada 2013-14 tuvo un paupérrimo inicio sin poder triunfar en las primeras doce fechas; a pesar de conseguir cuatro triunfos en las últimas cinco fechas de la primera rueda, no pudo salir del último puesto desde el inicio del certamen. En la segunda rueda, su rendimiento empeoró y el 20 de abril de 2014, tras el triunfo de Central Ballester, el equipo quedó condenado a la desafiliación por cuarta vez, a falta de 3 fechas por disputarse, finalizando último en el campeonato y en la tabla de promedios. Debido a la reestructuración del fútbol argentino, retornó a la división a los seis meses en la temporada 2015.
Con el tiempo, el Deportivo pasó a ser reconocido como "la institución más popular de la comunidad paraguaya" por sus integrantes y por organizaciones de otras comunidades. La entidad es reconocida como un lugar social en el cual se articulan diferentes modos de construcción de la identidad de la comunidad paraguaya en Buenos Aires.
En mayo de 2019 el club es gerenciado por el empresario Jhonny Alcoha lo que trajo aires nuevos y un formato de trabajo totalmente nuevo para el club. Es un apuesta bastante sería para el club ya que busca resultados positivos que no logra alcanzar hace más de 20 años.[cita requerida]

### El retorno a Primera C
En la temporada 2019-20, realizó una buena campaña, luego de varias temporadas con un flojo rendimiendo en las que logró, disputando el Torneo Clausura por un lugar en la final del campeonato. Sin embargo, el torneo fue suspendido debido a las restricciones sanitarias por la pandemia de covid-19. Su parcial posición le valió para disputar la fase por el primer ascenso del torneo transición 2020, donde finalizó quinto, clasificando al torneo reducido por el segundo ascenso. Allí se impuso por 3 a 1 ante Lugano y en los penales ante Sportivo Barracas, pero fue derrotado en la final por 2 a 0 ante Atlas.
En enero de 2023, la AFA resolvió la unificación de la Primera C y la Primera D. De tal modo, el club adquirió el estatus de profesional, y retornó a la Primera C para la temporada 2024, tras 24 años de su última participación.

### Actualidad
El 24 de noviembre de 2024, tras caer de local en el José Maria Molaños de Lugano ante Berazategui, fue condenado a la desafiliación por una temporada a falta de una fecha. Sin embargo, a finales de diciembre, el Comité Ejecutivo de la AFA resolvió suprimir la desafiliación por motivo de la finalización de las obras de su estadio, en el cual ejercerá la localía en su propio campo de juego por primera vez en su historia para la temporada 2025.

## Instalaciones

### Estadio
Posee desde 1992 un campo de deportes de cinco hectáreas, ubicado en González Catán, La Matanza. Allí, inició la construcción de su estadio.
En febrero de 2024, Dante Majori, presidente de la Comisión de Estadios de la AFA, visitó las instalaciones para inspeccionar las obras del estadio, que ya se encontraban en su etapa final.
El 17 de marzo de 2025 hizo inauguración de su estadio en el partido ante Centro Español, por la segunda fecha del Campeonato de Primera C, igualando por 0 a 0. El partido se disputó a puertas cerradas.

### Sede social

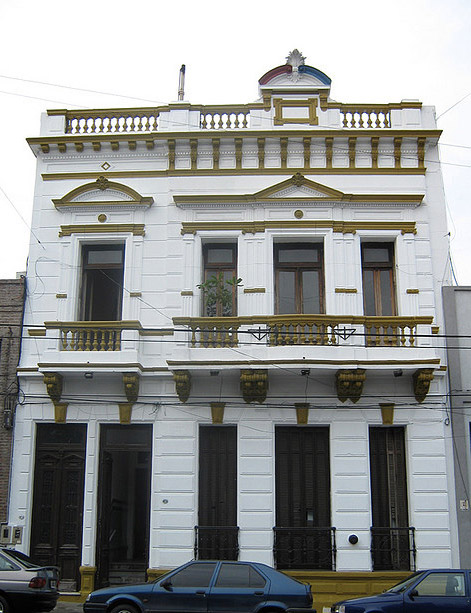
Sede del Deportivo Paraguayo en Constitución.

A mediados de la década de 1980, en la frontera entre los barrios de Barracas y San Telmo, se instaló la sede del Club Atlético Deportivo Paraguayo, en el edificio ubicado en la calle Piedras al 1676, entre Caseros y Finochietto. Aquí se aglutinan la mayoría de las actividades con las que cuenta el club. La vida social del Deportivo Paraguayo, acaso una de las instituciones más populares de esta colectividad, no deja de ser una referencia para el acontecer social de los dos barrios.
Desde el club reconocen que la institución no se circunscribe al barrio sino que sus actividades están orientadas hacia la comunidad paraguaya.
El edificio de dos plantas cuenta con:
- Restaurante, bar, patio de comidas

- Oficinas administrativas

- Local de Merchandising

- Salón para actividades culturales

- Cancha de fútbol 5

- Sector Tenis de mesa

En los últimos años, las actividades en la sede social se vieron reducidas, debido al poco movimiento de la gente, los cuales argumentaban que el club ofrecía pocas actividades. Sin embargo, se empezaron a acercar más jóvenes, por lo que se empezaron a fomentar nuevos espacios, tanto deportivos como culturales.

## Datos del club

### Temporadas
| Nivel | Categoría          | Temporadas | Debut   | Última vez | Total |
| ----- | ------------------ | ---------- | ------- | ---------- | ----- |
| 1°    | Primera División   | 0          | -       | -          | 0     |
| 2°    | Primera B          | 0          | -       | -          | 0     |
| 2°    | Primera B Nacional | 0          | -       | -          | 0     |
| 3°    | Primera C          | 0          | -       | -          | 0     |
| 3°    | Primera B          | 0          | -       | -          | 0     |
| 4°    | Primera D          | 22         | 1964    | 1986       | 32    |
| 4°    | Primera C          | 10         | 1992-93 | -          | 32    |
| 5°    | Primera D          | 28         | 1986-87 | 2023       | 28    |
|       | Desafiliado        | 4          | 1969    | 2014       | 4     |

### Clasificación

#### 1964-actualidad
| Período 1964-1969 | Período 1964-1969                      | Período 1964-1969 |
| Temporada         | Campeonato local                       | Campeonato local  |
| Temporada         | Torneo                                 | Ubicación         |
| ----------------- | -------------------------------------- | ----------------- |
| 1964              | División Superior de Fútbol Aficionado | 8.º Zona Sur      |
| 1965              | División Superior de Fútbol Aficionado | 11.º Zona Sur     |
| 1966              | División Superior de Fútbol Aficionado | 8.º Zona Sur      |
| 1967              | División Superior de Fútbol Aficionado | 9.º Zona Sur      |
| 1968              | División Superior de Fútbol Aficionado | 11.º Zona Sur     |
| 1969              | Desafiliado                            | -                 |

| 1970 | División Superior de Fútbol Aficionado | 6.º Zona Sur     |
| 1971 | División Superior de Fútbol Aficionado | 12.º Zona Sur    |
| 1972 | División Superior de Fútbol Aficionado | 9.º Zona Sur     |
| 1973 | División Superior de Fútbol Aficionado | 12.º Zona Sur    |
| 1974 | Primera División D                     | 8.º Zona Sur     |
| 1975 | Primera División D                     | 11.º Zona Sur    |
| 1976 | Primera División D                     | 11.º Zona Norte  |
| 1977 | Primera División D                     | 11.º Zona Sur    |
| 1978 | Primera División D                     | 7.º Zona Centro  |
| 1979 | Primera División D                     | 10.º Zona Centro |

| 1980    | Primera División D | 5.º Zona "B"     |
| 1980    | Ronda final        | 11.º             |
| 1981    | Primera División D | 10.º Zona "B"    |
| 1982    | Primera División D | 10.º Zona "B"    |
| 1983    | Primera División D | 8.º Zona "B"     |
| 1984    | Primera División D | 9.º Zona "B"     |
| 1985    | Primera División D | 10.º Zona "B"    |
| 1986    | Primera División D | 4.º Zona "C"     |
| 1986-87 | Primera D          | 9.º Zona "B"     |
| 1987-88 | Primera D          | 7.º              |
| 1988-89 | Primera D          | 3.º              |
| 1988-89 | Octogonal          | Cuartos de final |
| 1989-90 | Primera D          | 2.º              |
| 1989-90 | Octogonal          | Final            |

| 1990-91 | Primera D | 2.º Sección "B"  |
| 1990-91 | Octogonal | Cuartos de final |
| 1991-92 | Primera D | Campeón          |
| 1992-93 | Apertura  | 3.º              |
| 1992-93 | Clausura  | 15.º             |
| 1992-93 | Octogonal | Final            |
| 1993-94 | Apertura  | 8.º              |
| 1993-94 | Clausura  | 18.º             |
| 1994-95 | Apertura  | 16.º             |
| 1994-95 | Clausura  | 3.°              |
| 1994-95 | Octogonal | Cuartos de final |
| 1995-96 | Apertura  | 15.º             |
| 1995-96 | Clausura  | 7.º              |
| 1996-97 | Apertura  | 16.º             |
| 1996-97 | Clausura  | 13.º             |
| 1997-98 | Apertura  | 17.º             |
| 1997-98 | Clausura  | 7.º              |
| 1998-99 | Apertura  | 12.º             |
| 1998-99 | Clausura  | 7.º              |
| 1999-00 | Primera C | 18.º             |

| 2000-01 | Apertura    | 15.º             |
| 2000-01 | Clausura    | 16.º             |
| 2001-02 | Desafiliado | -                |
| 2002-03 | Primera D   | 8.º Zona Sur     |
| 2003-04 | Desafiliado | -                |
| 2004-05 | Primera D   | 6.º Zona Sur     |
| 2004-05 | Reducido    | Octavos de final |
| 2005-06 | Apertura    | 15.º             |
| 2005-06 | Clausura    | 12.º             |
| 2006-07 | Apertura    | 3.º              |
| 2006-07 | Clausura    | 12.º             |
| 2007-08 | Primera D   | 13.º             |
| 2008-09 | Primera D   | 7.º              |
| 2008-09 | Reducido    | Cuartos de final |
| 2009-10 | Primera D   | 16.º             |

| 2010-11 | Primera D   | 14.º | -                             |
| 2011-12 | Primera D   | 15.º | Primera eliminatoria          |
| 2012-13 | Primera D   | 16.º | Primera eliminatoria          |
| 2013-14 | Primera D   | 18.º | Fase Inicial Metropolitana II |
| 2014    | Desafiliado | -    | -                             |
| 2015    | Primera D   | 8.º  | No clasificó                  |
| 2016    | Primera D   | 12.º | No clasificó                  |
| 2016-17 | Primera D   | 10.º | No clasificó                  |
| 2017-18 | Primera D   | 14.º | No clasificó                  |
| 2018-19 | Primera D   | 14.º | No clasificó                  |
| 2019-20 | Primera D   | 6.º  | No clasificó                  |

| 2020 | Primera D          | 6.º            | -            |
| 2020 | Etapa eliminatoria | Finalista      | -            |
| 2021 | Apertura           | 11.º           | -            |
| 2021 | Clausura           | 12.º           | -            |
| 2022 | Apertura           | 10.º           | No clasificó |
| 2022 | Clausura           | 6.º            | No clasificó |
| 2023 | Primer Torneo      | 9.º            | No clasificó |
| 2023 | Segundo Torneo     | 11.º           | No clasificó |
| 2024 | Primera C          | 25.º           | No clasificó |
| 2025 | Primera C          | Por disputarse | No clasificó |

## Uniforme
| Período       | Proveedor | Auspiciante/s                       |
| ------------- | --------- | ----------------------------------- |
| 2005-2015     | Fusión    | NSA (Nuestra Señora de la Asunción) |
| 2015-Presente | N1 SPORTS | NSA (Nuestra Señora de la Asunción) |

## Jugadores destacados
- Julio César Dely Valdés (temporada 1987/88)
- Jorge Dely Valdés (temporada 1988/89)
- Cristian Tavio (temporadas 1996 y 1999)

## Jugadores

### Mercado de pases
| Altas               | Altas         | Altas                            | Altas    | Altas    | Altas    | Altas    |
| Jugador             | Posición      | Procedencia                      | Tipo     |          |          |          |
| Invierno            | Invierno      | Invierno                         | Invierno | Invierno | Invierno | Invierno |
| ------------------- | ------------- | -------------------------------- | -------- | -------- | -------- | -------- |
| Mariano Romero      | Arquero       | Lugano                           | Libre.   |          |          |          |
| Nahuel Simari       | Arquero       | Talleres de Remedios de Escalada | Libre.   |          |          |          |
| Otto Acosta         | Arquero       | Provincial de Lobos              | Libre.   |          |          |          |
| Facundo Mora        | Defensor      | Deportivo Español                | Libre.   |          |          |          |
| Matías Maggiorini   | Mediocampista | Jorge Newbery de Villa Mercedes  | Libre.   |          |          |          |
| Lucas Arriola       | Mediocampista | Atlético Pilar                   | Libre.   |          |          |          |
| Agustín Campi       | Mediocampista | Ituzaingó                        | Libre.   |          |          |          |
| Francisco Báez      | Mediocampista | Ituzaingó                        | Libre.   |          |          |          |
| Gonzalo Vázquez     | Delantero     | Claypole                         | Libre.   |          |          |          |
| Javier Cermesoni    | Delantero     | Claypole                         | Libre.   |          |          |          |
| Verano              |               |                                  |          |          |          |          |
| Kevin Patkovsky     | Defensor      | Almirante Brown                  | Cesión.  |          |          |          |
| Joel Del Puerto     | Mediocampista | Ferrocarril Midland              | Libre.   |          |          |          |
| Carlos Achar Bogado | Delantero     | Sportivo Puerto Pabla            | Libre.   |          |          |          |

| Bajas                  | Bajas     | Bajas             | Bajas                  | Bajas    | Bajas    | Bajas    |
| Jugador                | Posición  | Destino           | Tipo                   |          |          |          |
| Invierno               | Invierno  | Invierno          | Invierno               | Invierno | Invierno | Invierno |
| ---------------------- | --------- | ----------------- | ---------------------- | -------- | -------- | -------- |
| Gerónimo Lugo          | Arquero   | Agente libre.     | Fin de contrato.       |          |          |          |
| Nicolás Quaranta       | Arquero   | Agente libre.     | Fin de contrato.       |          |          |          |
| Joan Manuel Larroude   | Defensor  | Agente libre.     | Fin de contrato.       |          |          |          |
| Cristian Ruíz          | Defensor  | Agente libre.     | Fin de contrato.       |          |          |          |
| Gonzalo Paz            | Defensor  | Agente libre.     | Fin de contrato.       |          |          |          |
| Jefferson Contreras    | Volante   | Agente libre.     | Fin de contrato.       |          |          |          |
| Sebastián Bustamante   | Volante   | Agente libre.     | Fin de contrato.       |          |          |          |
| Brian Contreras        | Volante   | Agente libre.     | Fin de contrato.       |          |          |          |
| Gabriel León           | Volante   | Agente libre.     | Fin de contrato.       |          |          |          |
| Javier Villalba        | Volante   | Agente libre.     | Fin de contrato.       |          |          |          |
| Rodrigo Crupi          | Volante   | Yupanqui          | Fin de contrato.       |          |          |          |
| Claudio Saieva         | Volante   | Victoriano Arenas | Fin de contrato.       |          |          |          |
| Gastón Granado         | Volante   | Lugano            | Fin de contrato.       |          |          |          |
| Juan Ignacio Ghiglione | Delantero | Agente libre.     | Fin de contrato.       |          |          |          |
| Jonathan Abregú        | Delantero | Agente libre.     | Fin de contrato.       |          |          |          |
| Donato Leguizamón      | Delantero | Juventud Unida    | Fin de contrato.       |          |          |          |
| Verano                 |           |                   |                        |          |          |          |
| Lucas Arriola          | Volante   | Agente libre.     | Rescisión de contrato. |          |          |          |
| Carlos Acuña Cordone   | Volante   | Agente libre.     | Rescisión de contrato. |          |          |          |
| Martín Vera            | Volante   | Agente libre.     | Rescisión de contrato. |          |          |          |
| Gonzalo Piedrabuena    | Volante   | Agente libre.     | Rescisión de contrato. |          |          |          |
| Matías Maggiorini      | Volante   | Agente libre.     | Rescisión de contrato. |          |          |          |

- Actualizado el 26 de enero de 2019

## Palmarés

### Torneos nacionales

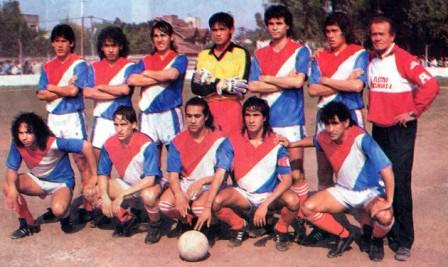
Deportivo Paraguayo en la temporada 1991/92. Parados: Javier P. Jara, Gustavo R. Lezcano, Norberto A. Pellico, Jorge R. Rojas, Alejandro M. Maggio, Mario M. Mendoza y Luis Ruiz (AC). Agachados: Pedro C. Clérici Arzamendia, Gustavo C. Bastiani, Daniel A. Insaurralde, Héctor D. Santillán y Rodolfo Gómez

- Primera D (1): 1991-92

### Actuaciones destacadas
- Accede a la Final del Torneo Reducido de la Primera C 1992/93, y pierde la chance de ascender a la Primera "B" Metropolitana ante Argentino de Quilmes.

- Hasta el año 2000, compitió en el Torneo de Primera C.

- Subcampeón Torneo Apertura 2006 de la Primera D

## Rivalidades
Mantiene una rivalidad con Club Sportivo Barracas, debido a su cercanía. También mantiene una rivalidad con el Centro Social y Recreativo Español y con el Club Atlético Victoriano Arenas.

## Goleadas

### A favor
- En Primera C: 5-0 vs Villa San Carlos en 1995
- En Primera C: 5-0 vs Puerto Nuevo en 1996
- En Primera D: 9-1 a Tristán Suárez en 1973
- En Primera D: 8-0 vs Sp. Barracas en 1980
- En Primera D: 8-0 vs Sp. Barracas en 1983

### En contra
- En Primera C: 1-7 vs Merlo en 1999-00
- En Primera D: 0-11 vs Defensores de Cambaceres en 1971